# ナラサー・ラージャ1世
ナラサー・ラージャ1世（Narasa Raja I, 1615年5月2日 - 1659年7月31日）は、南インドのカルナータカ地方、マイソール王国の君主（在位：1638年 - 1659年）。カンティーラヴァ・ナラサー・ラージャ（Kanthirava Narasa Raja）
とも呼ばれる。

## 生涯
1638年10月8日、マイソール王ラージャ・オデヤ2世が死亡し、父方の従兄弟であるナラサー・ラージャ1世が王位を継承した。
ナラサー・ラージャ1世の治世、マイソール王国は主家であるヴィジャヤナガル王国に攻め込んできたビジャープル王国に侵略され、王国は常に戦争状態にあった。
1649年、ヴィジャヤナガル王国はついにビジャープル王国に滅ぼされたが、ナラサー・ラージャ1世はその君主シュリーランガ3世を支援し続けた。
1659年7月31日、ナラサー・ラージャ1世は死亡し、死に際し無嗣であったため、甥のドッダ・デーヴァ・ラージャが王位を継承した。